# 陳瑞福
陳瑞福（1935年11月29日—2024年4月3日），臺灣藝術家，出身於屏東縣琉球鄉，創作題材多與「大海」有關，在畫壇曾有「海王子」之稱。

## 生平
陳瑞福出身於屏東縣琉球鄉白沙尾漁村（今本福村）:18，為家中長子，下有弟妹五人；其父陳上興曾任琉球鄉公所職員，對子女教育相當重視，除求學外亦鼓勵他們培養個人興趣，對陳瑞福投入創作事業影響深遠。:191948年，陳瑞福於琉球國民學校（今琉球國民小學）畢業後前往屏東縣東港初級中學就讀，東港漁村的形影自此深印在藝術家的心中。:22如其1996年創作之油畫作品《入港》，即刻畫東港濱海風土景象。 
1954年陳瑞福考入屏東師範學校並選修美勞科，畢業後任高雄市成功國民學校（今高雄市成功國小）美術教職。教學之餘陳氏亦力求繪畫技藝精進，因而前往劉啟祥（1910年2月3日－1998年4月27日）成立於高雄市新興區之「啟祥美術研究所」學習素描與油畫；期間亦曾受顏水龍、楊三郎、李石樵、廖繼春等前輩畫家指導，受益匪淺。:26-28自此陳氏致力於油畫創作，作品曾榮獲第18屆台灣省全省美術展覽會西畫第2名、1961年台陽美展礦業獎、1973年中華民國畫學會金爵獎、1980年中華民國文藝協會文藝獎章等獎項。
美術教育方面，陳瑞福早年曾赴日遊學觀摩，並曾擔任高雄市政府美術科輔導員，對臺灣美術教育的推展具有貢獻。
2024年4月3日晚間8時逝世，享耆壽90歲。

## 繪畫風格
受成長環境所影響，陳瑞福多數作品以「海」為核心，海景、漁港、漁村都是他的描繪對象。陳氏創作生涯可大致分為三個時期：早期（1956—1979）內容多元，以印象派風格之風景畫為主；中期（1979—1984）以海濱景象為主；近年（1984年迄今）以討海人之生活為主，同時描繪海洋的多樣面貌與四季。

## 外部連結
視覺藝術影音資料庫(高美館)-當代藝術身影-陳瑞福 （页面存档备份，存于）
國家文化記憶庫 - 陳瑞福油畫個展 （页面存档备份，存于）